# Schrumpfscheibe

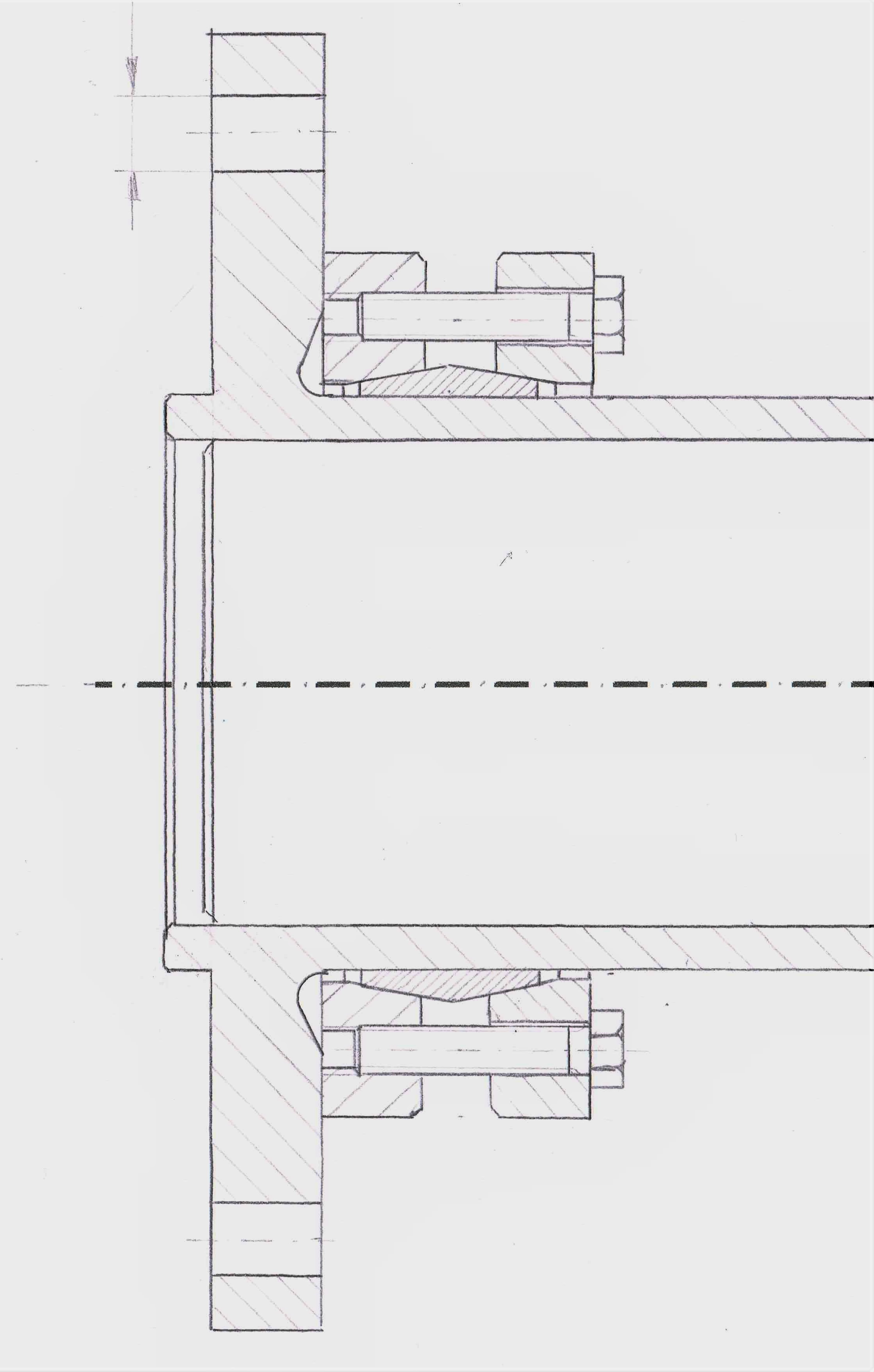
Eine Schrumpfscheibe verbindet einen Flansch und eine Welle

Eine Schrumpfscheibe ist eine flanschförmige, kraftschlüssige Welle-Nabe-Verbindung. Die Schrumpfscheibe wird von außen auf eine Nabe oder Hohlwelle aufgebracht und erzeugt durch Verringerung ihres Innendurchmessers, über kegelförmige Pressflächen der Außenteile, Druck auf die Hohlwelle. Es entsteht dadurch eine Presspassung, bzw. völlig spielfreie, reibschlüssige Verbindung zwischen Welle und Nabe. Die dazu erforderliche Vorspannung wird dabei durch hochfeste Schrauben oder hydraulisch aufgebracht. 
Schrumpfscheiben werden mit Innendurchmessern von 12 mm bis über 1000 mm hergestellt. Sie sind eine der wenigen Welle-Nabe-Verbindungen, die nur die notwendigen Reibungskräfte bereitstellen und selbst keinerlei Drehmomente übertragen. Die Schrumpfscheibe befindet sich also nicht selbst im Kraftfluss.
Es existieren zweiteilige Schrumpfscheiben die Kegelpressverbänden ähneln, dreiteilige Modelle mit Doppelkonus sowie hydraulisch spannbare Schrumpfscheiben. Schrumpfscheiben sind nicht genormt, die verschiedenen Modelle der Hersteller ähneln sich aber in Leistung und Abmessungen.
Typischerweise werden Schrumpfscheiben auf Getriebehohlwellen und in Kombination mit Kupplungsteilen angewendet. Sie werden bei der Übertragung von Dreh- und Biegemomente sowie Axial- und Radiallasten eingesetzt.     